# Alfred Sauvy

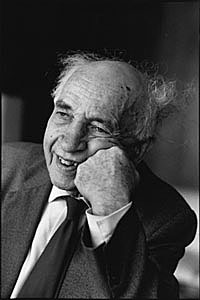
Alfred Sauvy (1983)

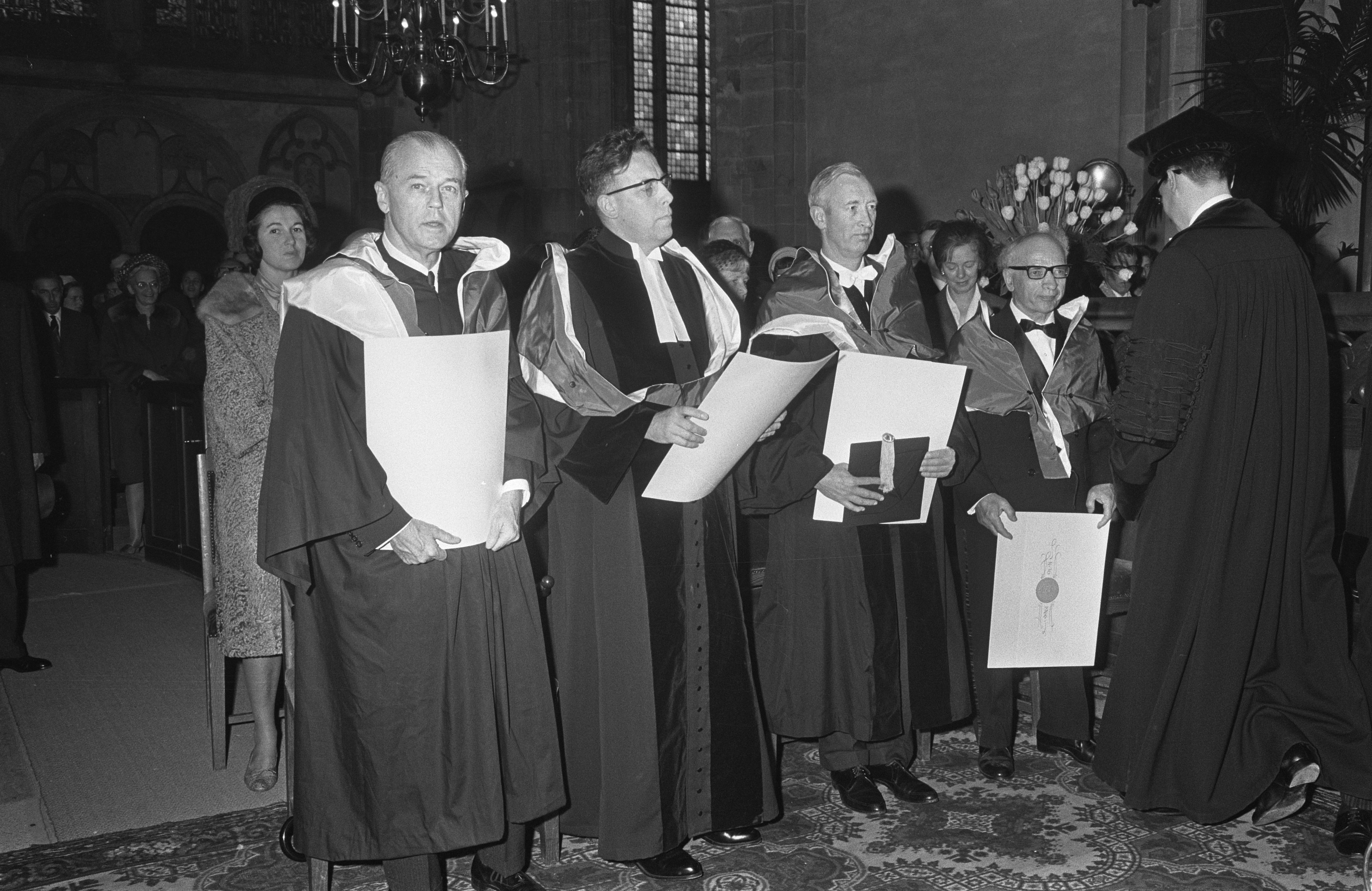
Alfred Sauvy (kleine man rechts) krijgt een eredoctoraat van de Universiteit Utrecht, (1966)

Alfred Sauvy (Villeneuve-de-la-Raho, 31 oktober 1898 – Parijs, 30 oktober 1990) was een Frans demograaf, antropoloog en historicus van de Franse economie.

## Werken
- 1943 La prévision économique – Parijs: PUF, 128 p. (heruitgave: Que sais-je? nº 112)
- 1944 Richesse et population – Parijs: Payot, 327 p.
- 1949 Le pouvoir et l'opinion – Parijs: Payot, 188 p.
- 1952-1954 Théorie générale de la population (2 vol.) – Parijs: PUF, 370 p. en 397 p.
- 1956 La bureaucratie – Parijs: PUF, 128 p. (heruitgave: Que sais-je? nº 712)
- 1957 La nature sociale – Parijs: Librairie Armand Colin, 302 p.
- 1958 De Malthus à Mao-Tsé-Toung – Parijs: Denoël, 303 p.
- 1959 La montée des jeunes – Parijs: Calmann-Lévy, 264 p.
- 1963 Malthus et les deux Marx – Parijs: Denoël, 367 p.
- 1965 Histoire économique de la France entre les deux guerres (3 vol.) – Parijs: Fayard, 566 p., 627 p. et  467 p.
- 1965 Mythologie de notre temps – Parijs: Payot, 300 p.
- 1970 La révolte des jeunes – Parijs: Calmann-Lévy, 272 p.
- 1973 Croissance zéro? – Parijs: Calmann-Lévy, 331 p.
- 1976 L'Économie du diable. Chômage et inflation – Parijs: Calmann-Lévy, 247 p.
- 1976 Eléments de démographie – Parijs: PUF, 393 p. (Collection Thémis -Sciences sociales)
- 1977 Coût et valeur de la vie humaine – Parijs: Hermann, 210 p.
- 1980 La machine et le chômage: les progrès techniques et l'emploi – Parijs: Dunod/Bordas, 320 p.
- 1984 Le travail noir et l'économie de demain – Parijs: Calmann-Lévy, 304 p.
- 1985 De la rumeur à l'histoire – Parijs: Dunod, 304 p.
- 1990 La terre et les hommes: le monde où il va, le monde d'où il vient – Parijs: Economica, 187 p.

### In het Nederlands
- 1960 Het bevolkingsvraagstuk in de wereld – Utrecht [etc.] : Het Spectrum, 259 p. (Aula-boeken ; 41). Vert. van: De Malthus à Mao Tsé-Toung (1958)
- 1966 Het probleem van de overbevolking – Utrecht [etc.] : Het Spectrum, 316 p. (Aula-boeken ; 272). Vert. van: Malthus et les deux Marx (1963)
- 1967 Demografie – Utrecht [etc.] : Het Spectrum, 110 p. (Mens en medemens ; 77) Vert. van: La population (1966)
- 1975 Nulgroei? – Utrecht [etc.] : Het Spectrum, 254 p. (Aula paperback ; 29) Vert. van: Croissance zéro? (1973)
- 1976 Het einde van de rijkdom – Utrecht [etc.] : Het Spectrum, 211 p. (Aula paperback ; 41) Vert. van: La fin des riches (1975)